# 1725

## Събития
- 21 май – Руската императрица Екатерина I учредява ордена „Александър Невски“.

## Родени
- 20 март – Абдул Хамид I, султан на Османската империя
- 2 април – Джакомо Казанова, италиански авантюрист

## Починали
- 5 февруари – Йохан Кристоф Вайгел, немски гравьор
- 8 февруари – Петър I, император на Русия
- 24 май – Джонатан Уайлд, английски престъпник
- 14 юни – Саломо Франк, немски поет
- 12 август – Пиер дьо Монтескиу д'Артанян, френски офицер